# 教育學程
教育學程（英語：Teacher Education Program）係指臺灣的大學校院所規劃經中華民國教育部核定之教育專業課程及教育實習課程，以取得合格教師之學程。

## 中學教育學程
共30學分，修畢師資職前教育課程，即可報考教師資格考試，考試合格者參加教育實習後，即可取得中等學校教師證書。中學教師證書又分為國民中學及高級中等學校兩種，須於專業科目修畢相關學習領域學分，始可取得國中教育階段教師證書。
具合格教師證者可報名公私立國民中學及高級中等學校之教師甄選。

### 必修科目
- 教育基礎：4學分
  - 教育概論
  - 教育心理學
  - 教育社會學
  - 教育哲學
- 教育方法：6學分
  - 教學原理
  - 輔導原理與實務
  - 班級經營
  - 學習評量
  - 教學媒體與運用
  - 課程發展與設計
- （分科）教材教法：2學分
- （分科）教學實習：2-4學分

## 國小教育學程
- 教學基本學科8學分
- 教育基礎課程12學分
- 教育方法學課程12學分
- 教育實習課程8學分

共40學分，修畢師資職前教育課程後，參加教師資格考師合格者，經教育實習後能取得國民小學教師證，得報名國民小學教師甄選。

## 幼稚園教育學程
共26學分。